# Andrine Mårstøl
Andrine Mårstøl (27 maggio 1999) è una sciatrice alpina norvegese.

## Biografia
Specialista delle prove tecniche attiva dal dicembre del 2015, la Mårstøl ha esordito in Coppa Europa il 4 dicembre 2016 a Trysil in slalom gigante e in Coppa del Mondo il 17 dicembre 2019 a Courchevel nella medesima specialità, in entrambi i casi senza qualificarsi per la seconda manche; il 28 gennaio 2023 ha conquistato a Vaujany in slalom speciale il primo podio in Coppa Europa (2ª). Non ha preso parte a rassegne olimpiche o iridate.

## Palmarès

### Coppa del Mondo
- Miglior piazzamento in classifica generale: 96ª nel 2024

### Coppa Europa
- Miglior piazzamento in classifica generale: 15ª nel 2023
- 3 podi:
  - 2 secondi posti
  - 1 terzo posto

### Campionati norvegesi
- 6 medaglie:
  - 2 argenti (slalom gigante, slalom speciale nel 2023)
  - 4 bronzi (discesa libera nel 2019; slalom gigante nel 2021; slalom gigante, slalom speciale nel 2022)